# Веслав Чижович
Веслав Чижович (пол. Wiesław Czyżowicz, народився 1 січня 1949) — польський вчений, державний службовець і громадський діяч, фахівець в галузі міжнародного митного права, доктор наук, професор.
Працював заступником Міністра фінансів — керівником Митної служби Польщі (2002—2004).
Є автором більше 200 публікацій з питань митного права та міжнародних відносин. Брав участь в роботі над Митним кодексом України в 2012.
Голова консультаційної ради Митної служби